# 大乗非仏説
大乗非仏説（だいじょうひぶっせつ）は、大乗仏教の教義・経典は歴史的に実在した釈迦（ゴータマ・シッダッタ）の直説ではなく、後世に成立したとする説である。
仏教の経典では一般に、釈迦が説いた内容を聴者が書き留めたという形態をとっている（例外あり）。日本の仏教信者の過半数を占める浄土教系諸宗派では釈迦ではなく阿弥陀如来を主な信仰対象としているが、典拠経典（浄土三部経）では釈迦が西方に十万億仏土過ぎた先の極楽浄土の教主阿弥陀如来と仏々相念によって意思疎通し、高弟や多くの弟子の前で阿弥陀如来の功徳を説いたという、釈迦が預言者のような役割を担ったと説明しているため、非仏説（釈迦が説いた教説ではない）と立証されると典拠経典が失われ信仰の前提が崩壊するという問題が発生する。

## 概説

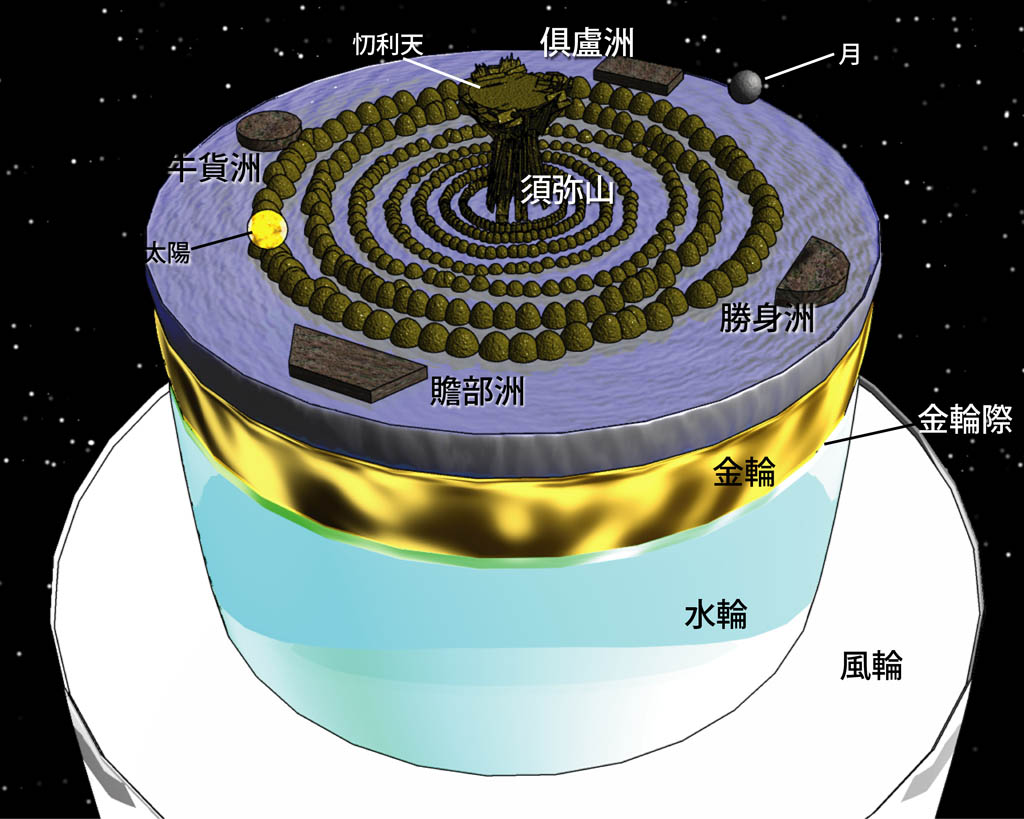
仏教の世界観。贍部洲が現世の人間が住む世界である。須弥山の上に位置する忉利天（天界）に神々が住んでいる。大乗仏教の教義では、浄土はこの世界とは別の場所にある。

一切の衆生の救済を掲げる大乗仏教では「仏の救済」の解釈について教派ごとに差異はあるが、六道輪廻の最上位である天界の上に仏界（浄土）を想定し、衆生を苦に満ちた六道輪廻から解脱させ仏界（浄土）に導くことを意味する。また現世利益による救済と捉える見方もある。大乗仏教では一般に三身説をとるが、姿・形をもたない宇宙の真理たる法身仏、有始・無終の存在で衆生を救う仏である報身仏（人間に対する方便として人の姿をして現れることもある）に対して、応身仏である釈迦如来は衆生を救うため人間としてこの世に現れた仏であると説明される。大乗仏教の経典（『華厳経』『阿弥陀経』など）では、釈迦は法身・報身の他の仏（毘盧遮那如来（大日如来）・阿弥陀如来・薬師如来など）の功徳を説いたとされ、現世利益（例えば薬師如来の病平癒の功徳、大日如来への加持祈祷）や来世救済（例えば阿弥陀如来の教化する西方浄土への往生）のためこれらの仏も信仰される。
上座部仏教では、永遠と生まれ変わる輪廻転生によって衆生は老・病・死の苦に永遠と見舞われているが、釈迦は苦に苦しむ衆生を救うため、欲や執着を絶って輪廻から解脱し苦から解放される方法、解脱できない者に対しては輪廻転生で下位に転生しない方法を人々に教授したと解釈する。上座部の教義では、涅槃は「灰身滅智」の状態、または肉体のない不可知的な状態と解釈するが、転生するのは生に対する執着があるからで、執着を絶ちこの世界に再び生まれ出ることがなければ苦を受けることもないと捉える。上座部では浄土という概念はなく、在家信者の善人は六道輪廻の最上位である天界に転生できるが不老不死ではなく、寿命を迎えると再び六道のいずれかに転生すると説く。上座部では、ブッダは過去仏を除いて釈迦如来ただ一人であり釈迦如来のみを信仰の対象とする。上座部仏教では大乗仏教と教義と同じく釈迦如来を六神通を使う超人的な存在と捉え、天部の神々の存在も認めるが、大乗仏教の大日如来や阿弥陀如来・薬師如来のように釈迦如来以外の仏や釈迦如来より上位に位置する仏を認めず、後世に創作されたものであるとして信仰の対象にしない。
大乗非仏説は大乗仏教出現以来、現在に至るまで展開されている説である。部派仏教（上座部仏教）側は、釈迦は現世を一切皆苦とし、欲や執着を絶って輪廻から解脱して二度と生まれ変わることなく涅槃に至る状態を至高としたのであって、釈迦は現世利益や来世救済（浄土への往生など）を説いていない、大乗仏教は「経典捏造による謗法」「仏教教義からの逸脱」だと主張した。近代においては文献学的な考証から、大乗経典の成立時期の問題からして、『パーリ仏典』のスッタニパータや阿含経典群のみに釈迦直説の教説が説かれているとし、他の教説は後世に付け加えられたものであるとされた（加上説）。『パーリ仏典』のスッタニパータは最古層に属する仏典ということで宗教学者・文献学者・言語学者の間で見解の一致を見ているが、『パーリ仏典』に関しても全てが釈迦の直説ではなく、後年に創作されたものも含まれると考えられている（#仏教の段階発展説）。
『パーリ仏典』の大乗経典に対する優位性（どちらが成立年代が先か、どちらが釈迦直説に近いか）については現在論争が続けられている。上座部の国々で普及している『パーリ仏典』はスリランカでブッダゴーサが正典と定めた仏典を底本としているが、馬場紀寿はブッダゴーサが非仏説であるとして大乗経典を恣意的に排除し、また採用した仏典についてもブッダゴーサが信じる教説にそぐわない箇所は改ざんが行われた、すなわち現在の上座部仏教の教義はブッダゴーサの思惑によって釈迦の直説が排され、大乗的な要素が排されて成立したとする説を唱えた。この馬場説は大乗非仏説に対する有効な反論の論拠とされてきた。しかし清水俊史はこの説に異を唱え、ブッダゴーサは仏典注釈者としての本分を務めたにすぎず経典の改ざんは行わなかったとした。清水説では大乗経典は明らかに後世の創作であるため『パーリ仏典』に採用されず排除されたとする。この論争は清水説を封殺しようとするアカハラ・アカハラ黙殺事件も相まって世間の注目を集めた（#パーリ仏典に関する見解）。
大乗非仏説は、キリスト教の高等批評や聖書無誤説と比較されることもある。

### 大乗非仏説による仏教成立史
大乗非仏説では以下のように大乗仏教が成立したと考える。大乗仏説論者（大乗非仏説に反対する論者）からは以下の論理に破綻または明確な矛盾があり大乗非仏説は誤りであるという論理が立てられる。

#### 前史
- 古代インドでバラモン教の教義（リグ・ヴェーダなど）と輪廻転生の概念が成立した。
- 輪廻転生の概念によれば、たとえ死後にこの世界で生まれ変わったとしても人間以外の動物や家畜に生まれ変わることもあるとされた（アブラハムの宗教のように人間のみを特別視することはなかった）。そのため輪廻は苦をもたらすものだとして恐れられ、来世への恐怖感が生まれた。
- 古代インドでは沙門といった修行者が出現し、輪廻からの解脱を目指していた（六師外道など）。

#### 釈迦在世中の教義

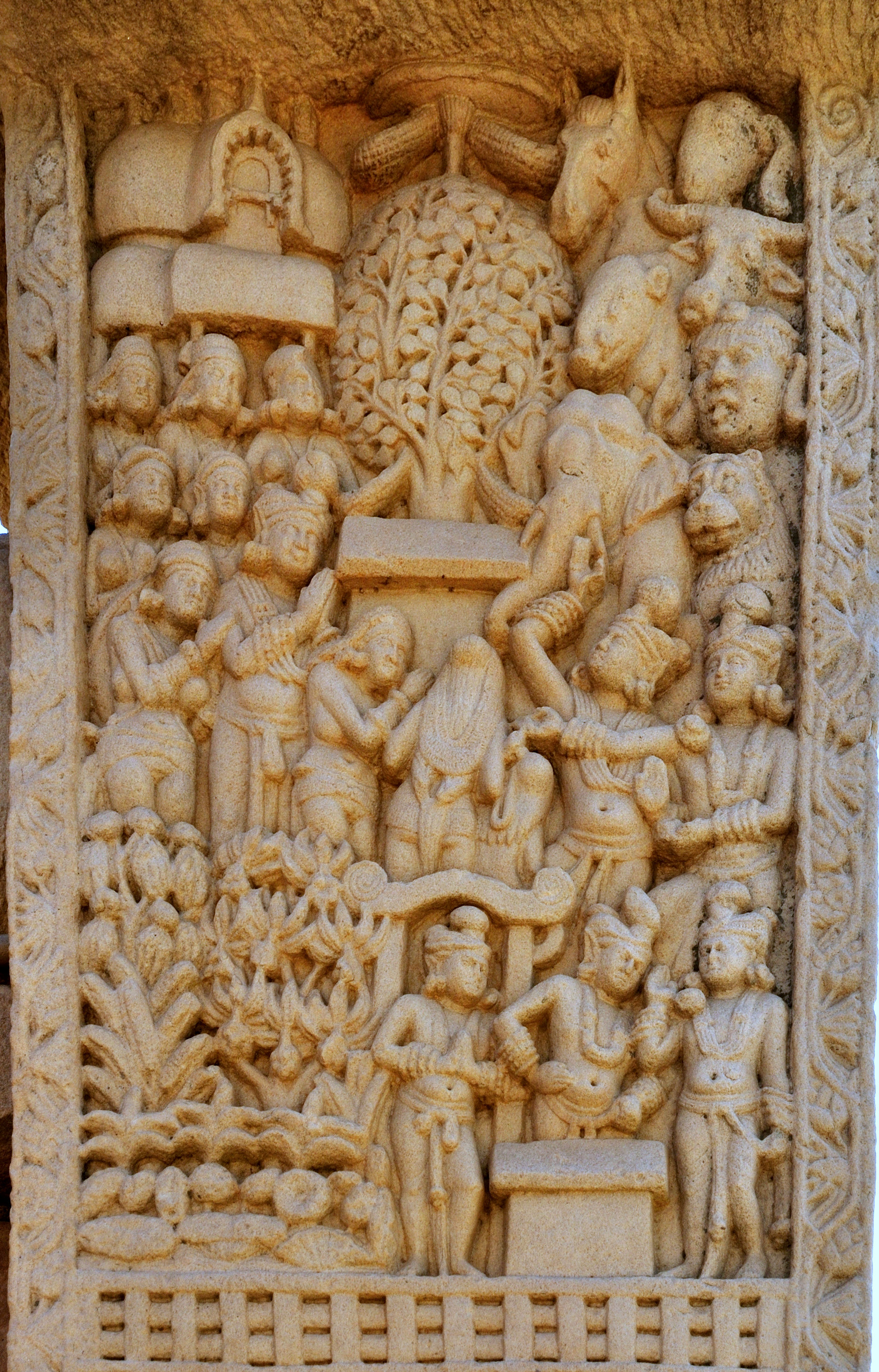
サーンチーの仏教レリーフ。このレリーフで『パーリ仏典』に記録される釈迦の生涯の出来事はおおむね網羅されているが、大乗仏教のみで説かれる逸話や釈迦以外の仏は一切登場しない。レリーフの詳細については:en:Sanchi Stupa参照のこと。

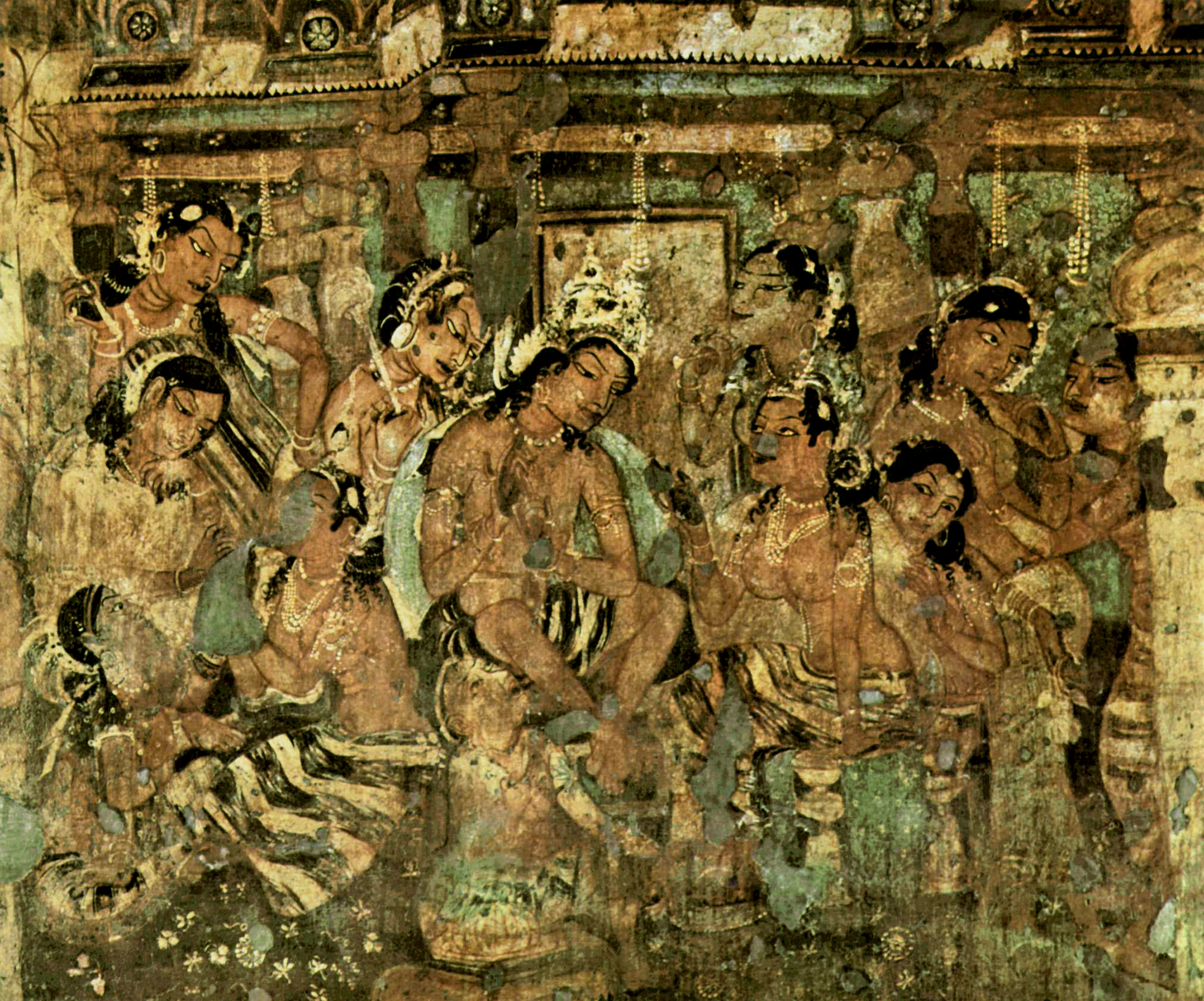
アジャンター石窟で描かれた釈迦の前世（マハージャナカ・ジャータカ）。上座部仏教では、釈迦は輪廻転生の中で悟りを得て自力で解脱し涅槃に入ったと解釈する。大乗仏教のように釈迦より上位の仏を想定し、釈迦は法身仏に遣わされた存在であるという解釈や、法身仏の化身であるという解釈はとらない。

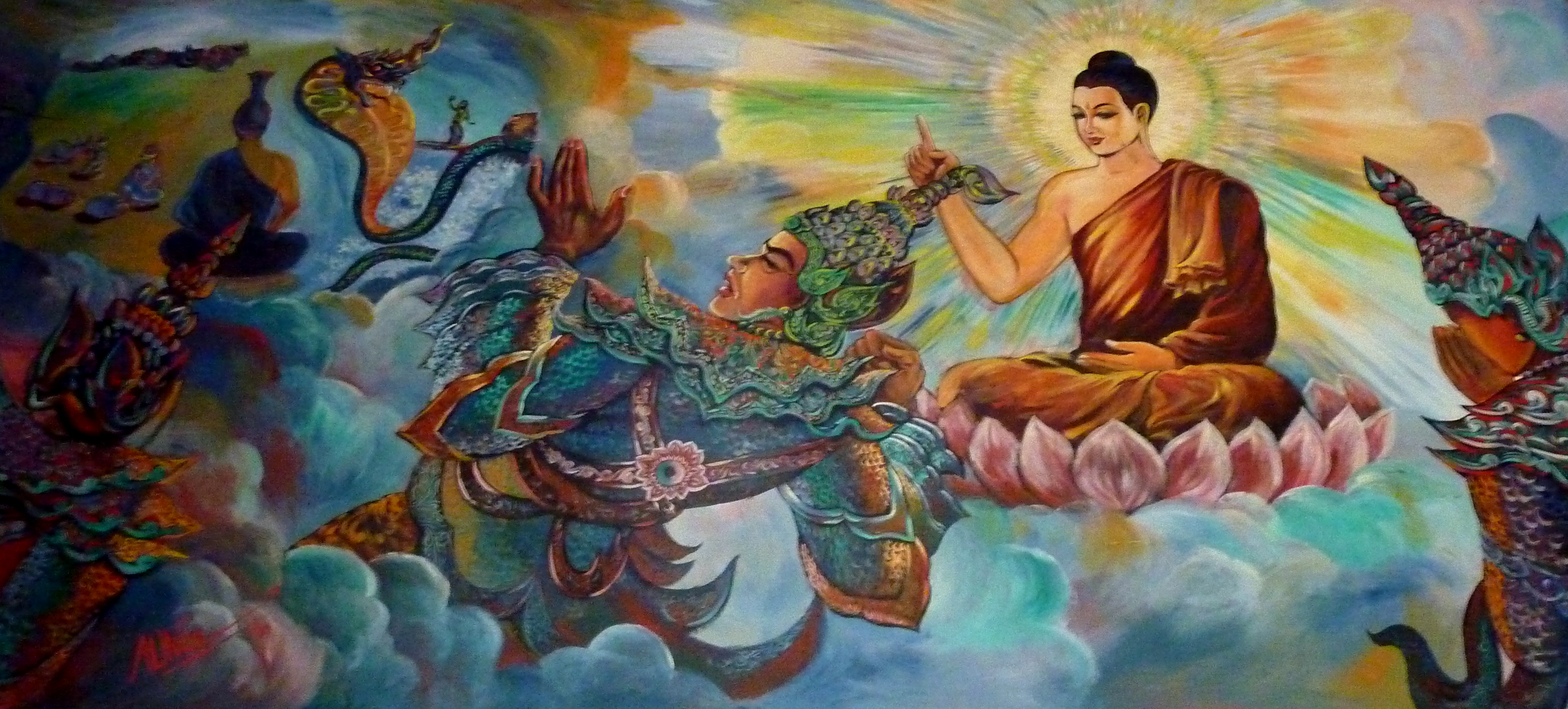
「我こそが世界の創造神である」と称した梵天（ブラフマー）に対して「この世界の創造者はいない」と説き論破する釈迦

- 釈迦の直説は、全く同じではないが恐らく上座部仏教の教義に近い内容だった。釈迦は輪廻転生の存在を事実と認め、苦に満ちたこの世界で輪廻転生を繰り返すのは生に対する執着があるからで、欲や執着を絶ちこの世界に再び生まれ出ることがなければ苦を受けることはない、輪廻から解脱して涅槃に入るべきだと説いた。すなわち釈迦が目指したのは「死後に天界を含めて二度と生まれ変わらないこと」だった[3][4]。佐々木閑は「釈迦はこの世を一切皆苦ととらえ、輪廻を断ち切って涅槃に入ることで、二度とこの世に生まれ変わらないことこそが究極の安楽だと考えた」「大乗仏教が言うような在家者として普通に暮らす中にも悟りへの修行がある、という考えは（釈迦本来の教えからは）成り立たない。在家者として普通に暮らすということは、善行を積んで（来世で）楽な生まれを目指すという生き方に従うということで（中略）俗世で善行を積み重ねても、悟りを開いて涅槃に入るという道にはつながらない」と論じている[5]。
- 大乗仏教では六道輪廻の最上位である天界の上に仏界（浄土）を想定するため教義が複雑化しているが、本来の教義は「解脱＝あらゆる欲や執着を絶った状態」「涅槃=解脱し悟りを開いた者だけが到達できる特別な死であり、二度とこの世に生まれ変わることのない完全なる消滅」というシンプルなものだった[6]。
- 「愛執」という語が表すように釈迦は愛情も絶つべき執着の一つと見ており、愛ゆえに死別などの際に人は苦しむと考えていた[7]。解脱を目指す者が妻帯者であれば、愛情は苦を生む原因であり解脱の妨げになるので妻子を捨てるよう説いた。『スッタニパータ』では、釈迦は「交わりをしたならば愛情が生じる。愛情によって苦しみが生じる。愛情から禍（わざわい）が生じることを観察して、犀の角のようにただ一人歩め」と説いたと記録される[7]。『大パリニッバーナ経』では釈迦入滅の際に「まだ愛執を離れていない修行僧らは両腕を突き出して泣き、のたうち回った。（略）愛執を離れた修行僧らはよく気を付けて耐えていた」と記録される[8]。
- 釈迦は浄土について説かなかった。そもそも釈迦は仏界（浄土）という概念を持っていなかった。釈迦は来世を希求すること自体が絶つべき欲望の一つだと考えており、天界往生に関しても否定的見解を持っていた[9]。『ブッダチャリタ』では涅槃に入った釈迦について「地上においては老・死の恐怖はなく、天上においては天界から落ちる恐怖はない。（中略）生があれば不快が生じる。再び輪廻に生まれないことによる非常な快以上の快はない。」と述べている[10]。
- 釈迦は無我を説き、常一主宰な我を否定したうえで輪廻すると説いた[11]。『中阿含経』（上座部では小マールキヤ経）の「毒矢のたとえ」などの記録をもとに「釈迦は来世について沈黙した（無記）」と説明されることもあるが、清水俊史によれば来世の質問に釈迦が答えなかったのは相手を混乱させないため、または来世への執着につながり解脱と入涅槃の妨げになると考えたためで「来世について沈黙した」というのは誤った解釈であるという。清水は『火ヴァッチャ経』などの記述を元に、一切の衆生は死後転生するが、解脱したのち死を迎え涅槃に入った者（如来）は二度と生まれ変わらないので来世はない、というのが釈迦の真意であると説明している[12]。

- 釈迦の説いた教えは現世利益による衆生救済を想定していなかった。大乗仏教が説くような現世利益による衆生救済を釈迦が想定していたならば、釈迦は王子の身分を捨てて出家するよりも王に即位して善政を敷くべきだったという理論が成り立ってしまい、釈迦出家の理由が上手く説明できない。
- 釈迦はカースト制に批判的な見解を持っていたがバラモン教を否定する意図はなかった。在家信者に対して、善行をなす者は死後に現世よりも苦の少ないバラモンの神々の住む天界に転生（生天）すると釈迦は説いていた。しかしこれは釈迦にとってあくまで来世への恐怖を和らげるための抜苦与楽・応病与薬の方便であり、天人に転生できても天人は不老不死ではない（天人五衰参照）、死を迎えれば再び天人に転生できるという保証はないのだから一時の享楽に過ぎないと考えていた[13]。『ブッダチャリタ』では成道をなした釈迦が六神通を得て衆生の輪廻転生のさまを見通し「福行をなした者は天界に生まれるのであるが、それでも欲望の炎によって熾烈に燃え上がる。そのため彼らは輝きを失い、悲しげに目を上に向けながら天界から落ちていく。（中略）天人はこの境地は常住であるという観念を持っているため天界より下に落ちていく。」と呟く場面がある[14]。
- 『パーリ仏典』では釈迦の生誕時の言葉について「私はこの世界で最上の者である。これが最後の生まれであり、もはや二度と生まれることはない」、すなわち私は前世で功徳を累積し誰も到達したことのない悟りに最も近い者である、今世の生で悟りを得て解脱し涅槃に入ってみせるという釈迦の決意表明だが、大乗仏教では久遠常住などの教義にそぐわないためか後半の「これが最後の生まれであり、もはや二度と生まれることはない」が省かれて前半のみの「天上天下唯我独尊」となり意味合いが分かりにくくなっている。

- 梵天勧請については、バラモンの神々も衆生であって不死ではなく 死後どのようになるか分からないので、輪廻からの解脱と涅槃を望んでいるのだと説明された（古代インドでは死後何処に、何の生物に転生するか分からないという来世への恐怖から解脱を望む、という感情があった）。大乗仏教の教義にも引き継がれているが、釈迦はこの世界や輪廻転生の摂理は因果によって生じたのであり、天界の神々の存在は認めるが（ヤハウェのような）世界の創造者（絶対者）はいないと説いた。
- サーンチーの仏教レリーフで描かれるように、紀元前の間に（もしくは釈迦在世中から）釈迦はあくまで絶対者ではないが六神通を使う超人的な存在だと認識されていた。かつて西欧の仏教学者は、釈迦の生涯での超人的な逸話は後世に創作されたとして「釈迦は超人的な宗教指導者ではなくソクラテスのような高潔な哲学者であった」と捉える機運が存在したが、近年ではそうした見解は西欧的価値観の色眼鏡を通して生み出された「再神話化」だとして否定される傾向にある（伝世している仏典はいずれも釈迦を超人的存在と捉えており、それを元に「史的ブッダ」を復元しても、結局歴史学者の主観や願望が入った釈迦のフィクションの人物像が創出されるだけだと見なされている）[15]。

#### 兜率天往生信仰の発生

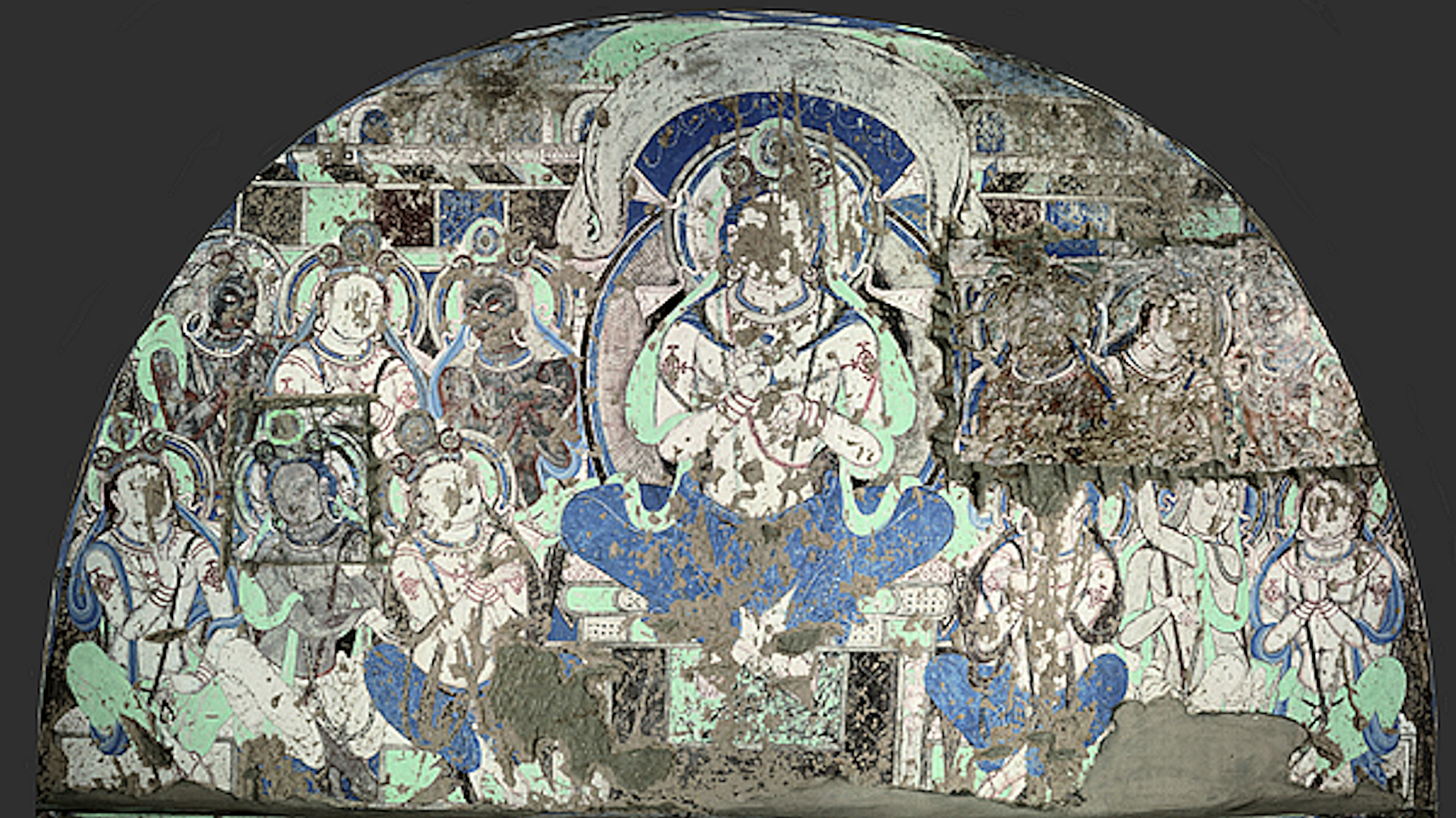
兜率天の弥勒菩薩（キジル石窟）

- アショーカ王の時代になると仏教宗派の分立が見られるようになった。アショーカ王は教義の多様化を認め寛容な姿勢を取り「教義が異なっても仏教の集団儀式を共に行う宗派は正当な仏教出家者とみなす。集団儀式への参加を拒む者らは破僧者である」と布告した[16]。
- 原始仏教信者の間では、今世で煩悩は断ち切り難く解脱は難しいので、来世または来々世で解脱し涅槃に入れれば良いとする考えが生まれ、解脱（欲や執着を絶って二度と生まれ変わらないこと）よりも天界往生の方が信者の希求を集めるようになった。既述のように釈迦の本意ではなかったが一応天界往生信仰自体は釈迦も認めた教義だった。こうした機運が大乗仏教の起源になった[17]。つまり大乗仏教は出現時から釈迦が目指した方向とは180度真逆の方向を目指す宗派だった。こうした機運について保守派からは「生の執着や来世希求の欲望を断ち切れない人々の信仰」「こうした機運を肯定した僧は、前世で僧だったとしても生の執着を断ち切れず再びこの世界に生を受けた落ちこぼれの人々」という見方が生まれた[18]。

- 仏教の教義では兜率天にいた釈迦は白象に化してマーヤーの胎内に宿ったとされる。釈迦が説いたものかは定かではないが兜率天は将来如来となる菩薩が住む所とされ、釈迦が発ってからは将来如来になることが確約されている弥勒菩薩が兜率天で修行し説法をしているという教義が生まれた。そのため天界に生まれ変わるならば兜率天に生まれ変わることを望む兜率天往生信仰が発生した[19]。ただし兜率天は「天界」である以上、天人は不老不死ではなく（天人五衰参照）永遠の安らぎを得られる場所という訳ではなかった。兜率天往生信仰では兜率天での天人としての寿命が尽きても弥勒菩薩の教化によって再び天人として転生することが願われ、再度天人に転生することが叶わず来々世で再び現世に生を受けるのだとしても、弥勒菩薩の教化を受けているのだから悪い生まれにならないことが期待された[19]。
- 原始仏教では「応身の釈迦は80歳で肉体を捨てて法身として仏界に帰った」というような教義（久遠常住など）はなかった。そのため釈迦入滅後のこの世界で仏は不在であり（解脱したのち死に至り二度と生まれ変わらず涅槃に入った為）、将来弥勒菩薩が如来となりこの世界に仏が再び現れ衆生を救済するという（キリストの再臨のような）教義が生まれた[19]。

- 兜率天往生信仰はかなり古くから発生していたと見られ、仏像の起源に遡るガンダーラ仏やマトゥラー仏でも弥勒菩薩像が多く造像されている[20]。

#### 大乗仏教の成立・浄土信仰の発生

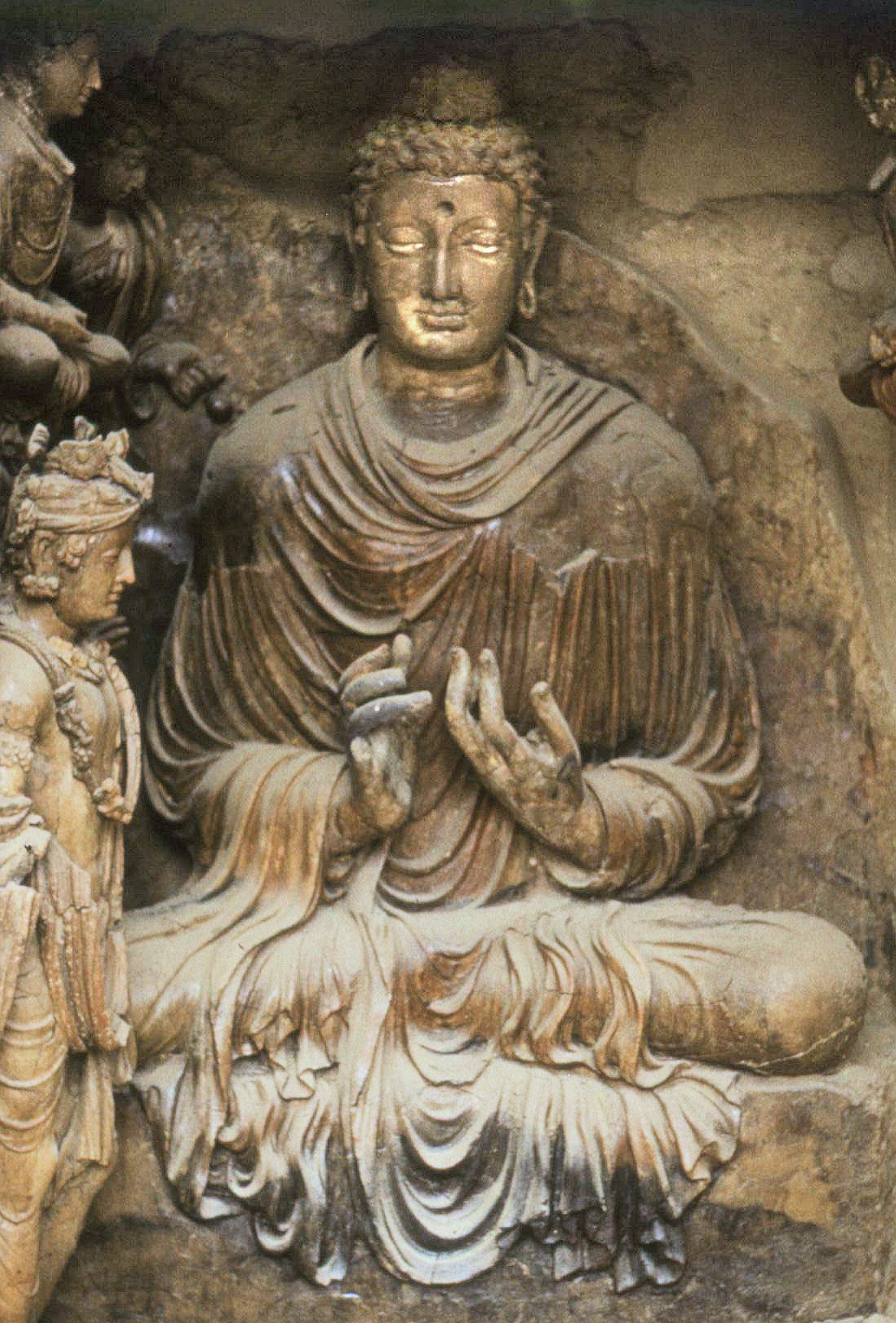
タパ・シュトル寺院の釈迦仏（紀元2世紀頃）

- 根本分裂を経て、一切の衆生の救済を掲げる大乗仏教が成立した。
- 大乗仏教の側からは、既存仏教は己一人のみが苦からの解脱を目指す利己的なものであり、利他という考えや、在家信者の希求に寄り添う姿勢が欠けていると批判した。
- 仏典は一般に「如是我聞一時（evam. mayāśrutam. ekasmin samaya）」から始まるが、大乗仏教では「時（samaya）」を「釈迦在世中の時」ではなく「瞑想に入っている状態（禅定）の時」と読み替え、禅定の際に釈迦が説法している光景を見て（悪く言えば釈迦が説法をする光景を幻覚として見たと称して、別の言い方をすれば既存仏教の教義は誤りであると仏から新たに啓示を受けて）その内容を仏典としてまとめたものだとして、大乗仏教の教義に沿う仏典が多数創作された[21]。
- 衆生救済を掲げる大乗仏教では報身仏の観音菩薩が現世救済の役割を担うという教義が加上された。一方釈迦如来以外の仏を認めない上座部仏教では、釈迦入滅のため現世で仏は不在であり、仏法に教化された護法善神（バラモン教に起源をもち仏教教義に取り入れられた神々）が現世救済の役割を担うと説いた。
- 大乗仏典の多くは、釈迦が弟子らの前で説法をし、その内容を聴者が書き留めたという形態をとっている。しかし大乗仏教の各教派は各々が各々の信奉する教義に従って経典を創作したため、大乗経典相互間で釈迦の説く教義の不整合が生じることも珍しくなかった[22]。上座部からは、大乗仏教は「経典捏造による謗法」だと批判を受けた[23]。キリスト教では異端であるとしてグノーシス派が弾圧を受け、グノーシス派が創作した福音書（フィリポの福音書・ユダの福音書・トマスの福音書など）は徹底的に排斥されたが、仏教ではそうしたことは行われなかった。
- さらに時代が下ると阿弥陀如来の極楽浄土の教義が大乗仏教に加上された。「この世界でブッダは釈迦如来ただ一人である」という従来教義との辻褄（つじつま）を合わせるため大乗仏教の世界観は多元的な世界観へと移行した。阿弥陀如来の住む世界（仏界・浄土）はこの世界から遠く離れた別の世界で、そこで仏法を説き教化しているのだと説明された[24]。また阿弥陀如来の教化する極楽浄土に往生した者は永遠の生命と至福が得られると説明された。極楽浄土に往生した者は「永遠の生命と至福」が得られるという点で「一時の享楽」に過ぎない兜率天往生より来世の境遇が優れていたため、兜率天往生信仰は浄土信仰に取って代わられるようになった[25]。
- 玄奘が訪れた頃の西域の仏教徒はみな兜率天往生信仰に依っていたと記録されている。しかし西域では後に浄土信仰が盛んになった。大乗非仏説に基づけば浄土信仰の方が兜率天往生信仰よりも後発であるため（悪く言えば、浄土信仰は釈迦が説いたものでなく後付けの教義だから）だと説明できるが、『往生要集』を著した源信は、浄土往生の方が教義上優れているのに玄奘の記録に西域での浄土信仰が見られないのは、「玄奘が訪れた頃の西域は小乗仏教（上座部仏教）が信奉されていたので阿弥陀信仰のことが記録されていない」のだと説明した[25]。
- 阿弥陀如来の教義加上と同じく、この世界から遠く離れた別の世界に瑠璃光浄土があり、そこで薬師如来が説法・教化を行っているという教義が大乗仏教に加上された。
- 多元的世界の各ブッダを総括する存在として毘盧遮那仏がその役割を担っているという教義が大乗仏教に加上された[26]。
- これらの教義加上により、（大乗仏教でも仏が世界を創造したとは説かないが）絶対者（法身仏・報身仏）が存在し絶対者が衆生を救済するという大乗仏教の教義が確立した。ただし諸行無常を掲げる仏教で「無始無終」「有始無終」の存在（寿命の尽きることのない絶対者の存在）を認めることは許容されるのかという議論が長い間行われていた[27]。

#### 密教の発生とインド仏教の消滅

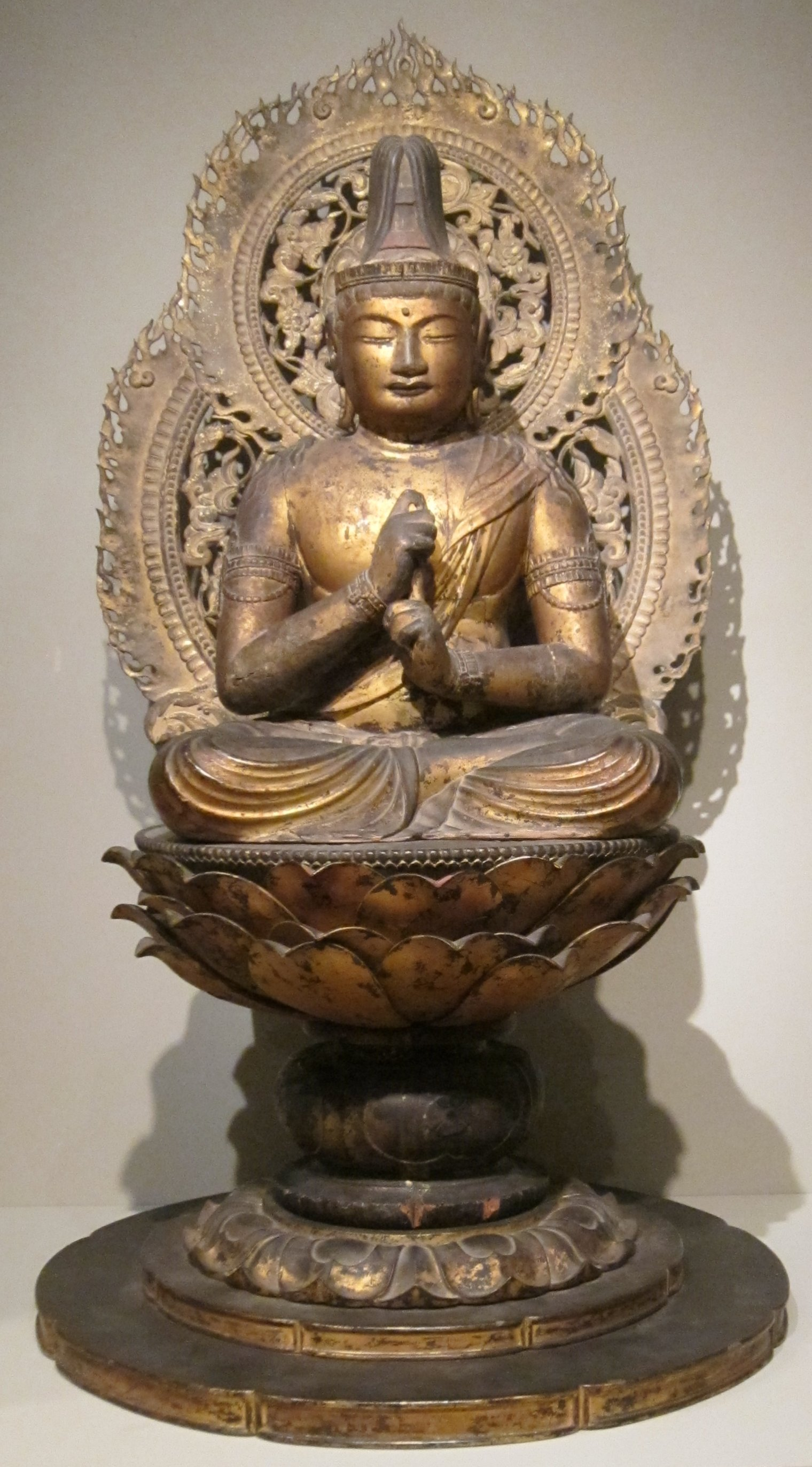
大日如来

- スリランカでは上座部仏教が栄えたが、スリランカの仏典注釈者ブッダゴーサは上座部仏典の正典の範囲を定めた（『パーリ仏典』）。ブッダゴーサは今後新たに別の仏典をパーリ正典に追加することを禁止した。大乗仏教では大量に存在する大乗仏典相互間で教義に矛盾があることも少なくないが、見方を変えれば時代や場所に応じてどの仏典を採用するかという臨機応変な取捨選択が可能で教義変更の柔軟性がある。一方上座部では聖書やクルアーンのように正典の範囲を定めたため、そうしたことが不可能になった。ブッダゴーサが正典と定めた『パーリ仏典』がスリランカから現在上座部仏教が信仰されている国々へと伝播した。

- イスラム教が成立して西インド地域（現在のパキスタン）に進出し、他のインド地域でもバラモン教から脱皮したヒンドゥー教が宗勢を拡大した。インド地域の大乗仏教は宗勢の巻き返しを図るため、インド人になじみ深いバラモン・ヒンドゥー教の教義（加持祈祷による現世利益など）を大乗仏教に積極的に取り入れ密教が成立した。佐々木閑は密教について「インドにおける仏教の変遷過程の最終段階」で「宇宙的エネルギーとのつながりを自覚し、それと一体になることでブッダになるという、ほぼヒンドゥー教の教えと変わらないところにまで変貌した」仏教宗派と定義している[28]。
- 従来の仏典では法身仏や報身仏の功徳を説くという内容の仏典でも釈迦の口から法身仏・報身仏の功徳が説かれてそれを聴者が書き留めたという形態をとっていたが、密教経典ではこうした形態が崩れて説法者が釈迦ではなく法身仏の大日如来が自ら教義を説くという形態の仏典が多く成立した。こうした仏典に関しては「歴史的に実在した釈迦の直説か否か」ということは問題にならないという見解もある。
- 密教化の過程で、降三世明王など仏教保護と怨敵降伏を祈願する憤怒相の護法尊が次々と誕生していった。ヒンドゥー教シャークタ派のタントラやシャクティ（性力）信仰の影響も受けた。ヒンドゥー教に倣ってマントラ（真言陀羅尼）を唱えたり、多数の新奇な仏尊が礼拝対象になった。後期密教ではタントラの影響で性的な修行も取り入れられた。
- 大日如来があらゆる仏の根本仏であると説かれるなど一神教的な教義も生まれた。
- イスラム教は他の宗教を基本的に認めず偶像崇拝も忌み嫌っていたため、イスラム教が優位になった西インド地域で仏教は大打撃を受けた。他のインド地域に関しても仏教の密教化でヒンドゥー教との差異が不明瞭になったことで、インドの仏教はヒンドゥー教に吸収され消滅した。ヒンドゥー教の側からは釈迦はヴィシュヌの化身であると説明された（ヒンドゥー教における釈迦）。

#### 仏教の東アジアへの伝播
- 中国へは内容の矛盾する２系統の仏典、すなわち「釈迦の直説に近い上座部仏教の仏典」と「後世に創作された大乗仏教の仏典」がどちらも「釈迦の直説」ということで伝播したが、採用されたのはほとんどが大乗仏教の仏典だった。佐々木閑はその理由について「大乗経典は、本来の仏教を土台とした上で、それより魅力的な形に変更することで創作されたものであった」ためと説明している[29]。
- 東アジアでは儒教イデオロギーや祖先崇拝信仰の影響から輪廻転生の教義が影を潜め、浄土往生の方が広く信じられるようになった（先祖が転生しているならば先祖供養が無意味になる為、また先祖が動物や家畜に転生した可能性があるという教義解釈は忌避された）[30]。
- 仏教では、人は死後六道のいずれか、または浄土に転生（往生）すると説く。天界または浄土への転生では「化生」（四生参照）によるため、死後「霊体」になるという考えは存在しない（中陰を認めるか否かという論争は古くから存在する）。そのため日本のお盆行事、すなわちお盆期間に故人の霊体が帰還するという考えは、厳密にいえば仏教の教義から逸脱している。浄土真宗では故人は速やかに浄土へ往生すると説き、お盆期間に故人が霊体として帰還することはないと説いている。
- 現代日本では、仏教系の新宗教において開祖が釈迦の生まれ変わりだと説かれる宗派がいくつか誕生している。「仏陀再誕はあり得るか？」という点について、大乗非仏説の論点も交えて論争になることがある（#新宗教の見解）。

## 大乗非仏説の展開

### 古代インドでの大乗非仏説論
経典は、ごく最古の経典を除き、冒頭で「このように私は聞いた」（如是我聞＝是くの如く我聞けり）と述べ、釈迦の説法を聞き写したという体裁をとっており、大乗圏（インド・ネパール、チベット・モンゴル、中国・朝鮮・日本・ベトナム等）のいずれの伝統教団も、大蔵経 （一切経）として擁する膨大な経典群を、歴史上の釈迦（ゴータマ・シッダッタ）が八十数年の間に説いたものとして扱っていた。
大乗仏教圏は、経典に使用する言語により、
- サンスクリット仏典圏（インド・ネパール）
- 漢訳仏典圏（中国・朝鮮・日本・ベトナム等）
- チベット語仏典圏（チベット・モンゴル）

の三つに大別されるが、そのうち、
- インドでは、大乗思想は発生当初より、説一切有部などの部派から批判され、大乗側からは『大乗荘厳経論』「成宗品」のように大乗非仏説に対する反論も展開された。
- 中国では、仏教の初伝以来、数世紀にわたり断続的に仏典の請来と翻訳が続いたが、作成年代が異なる経典間に大きな相違がある事実から、仏典群の整理分析にあたっては、いずれの経典に釈尊の真意が存在するか、という方向がとられた。中国の内外に大きな影響を与えた説としては、天台大師智顗による五時八教の教相判釈があり、歴史上の釈尊の段階的時期に配置し、その中で『法華経』を最高に位置付けた。智顗の説は、日本の天台宗や、日蓮系の諸宗派にも採用されている。
- チベットでは、8世紀末から9世紀にかけ、国家事業として仏教の導入に取り組み、この時期にインドで行われた仏教の諸潮流のすべてを、短期間で一挙に導入した。仏典の翻訳にあたっても、サンスクリット語を正確に対訳するためのチベット語の語彙や文法の整備を行った上で取り組んだため、ある経典に対する単一の翻訳、諸経典を通じての、同一概念に対する同一の訳語など、チベットの仏教界は、漢訳仏典と比してきわめて整然とした大蔵経を有することができた。そのため、チベット仏教においては、部分的に矛盾する言説を有する経典群を、いかに合理的に、一つの体系とするか、という観点から仏典研究が取り組まれた。

これらインド外の両仏典圏の伝統教団では、経典が釈迦の直説であることは自明の伝統とされ、疑問や否定の対象とはされてこなかった。しかし、「大乗仏教の仏典は捏造である」という非難は、大乗仏教の成立当初から存在していた。現に、古代インドで成立した大乗仏典の経文の中には、部派仏教側からの「経典を捏造している」という非難の言葉が記されている。
一例を挙げると、鳩摩羅什訳『法華経』勧持品第十三の偈には、『法華経』を受持する大乗仏教の信者は、将来「大乗非仏説」論者から以下のような誹謗中傷を受けるだろう、という予言の言葉を、次のように載せる。
| 原漢文     | 書き下し文                                 |
| ---------- | ------------------------------------------ |
| 而作如是言 | 而(しか)も是(かく)の如き言を作(な)さん     |
| 此諸比丘等 | 「此(こ)の諸〻(もろもろ)の比丘等(びくら)は |
| 為貧利養故 | 利養を貧るを為(も)っての故に               |
| 説外道論議 | 外道の論議を説き                           |
| 自作此経典 | 自(みずか)ら此の経典を作りて               |
| 誑惑世間人 | 世間の人を誑惑(おうわく)す                 |
| 為求名聞故 | 名聞(みょうもん)を求むるを為っての故に     |
| 分別説是経 | 分別して是の経を説く」と                   |

『法華経』サンスクリット原文からの該当部分の翻訳は、
である。この「『法華経』の信者は将来〝非仏説〟という誹謗中傷を受けるだろう」という予言は、古代インドの『法華経』編纂者自身が体験した〝非仏説〟のそしりを予言の形を借りて記録したものと考える研究者もいる。なお、法華経は経文の中で大乗非仏説を予言しているため、法華経の信奉者は、彼らから見て「増上慢」の人々が「大乗非仏説」を述べることを、むしろ法華経の正しさの証明だととらえる。

### 中国での大乗非仏説論
4世紀の釈道安は「疑経録」の中で、サンスクリットから翻訳された「真経」と、サンスクリット原典が存在せず中国で「仏説」に擬して撰述された疑いのある「疑経」(疑偽経典)を分けている。
9世紀の仰山慧寂は、『涅槃経』は全文が「仏説」ではなく「魔説」である、と断言して、師である高僧から「今後、君は誰からも支配されることはないだろう」と評価された。大乗仏教の中でも、「不立文字」の思想をかかげる禅宗は、文字で書かれた書物を「仏説」とあがめて疑いもなく信じこむ態度を否定してきた。

### 日本での大乗非仏説論
近世以降の「大乗非仏説」説では、文献学的考証を土台とし、仏教が時代とともにさまざまな思想との格闘と交流を経て思索を深化し、発展してきたことを、「実際存在する／伝わった経典を証拠に、事実として示す」のが特徴である。
日本では、仏教が江戸時代に寺請け制度で権力の一翼を担い堕落していた幕末において、仏教に批判的な思想家等によって展開された。江戸時代には富永仲基が『出定後語』において、経典の全てが釈迦一代において説かれたのではなく、歴史的進展に伴って興った異なる思想や学説が、それ以前のものの上に付加されていった（異部加上）と主張し、釈迦の金口直説と思われるものは原始経典（阿含経）の一部であるとした。その影響を受けた儒学者の服部天游も、同様の観点から『赤倮倮』で大乗非仏説を唱えた。
19世紀に仏教が西洋に伝わると、西洋ではアジア人よりも西洋人のほうがブッダをよく把握しているという自負もあって、チベット語仏典や漢訳仏典はまがい物であり上座部経典のパーリ仏典が最勝（その次がサンスクリット仏典）であると理解していた。
明治以降、ヨーロッパの近代的な学問研究方法が日本に取り入れられ、原典研究も盛んになるに従って、改めて大乗非仏説の論が起こり、仏教学者である姉崎正治が『仏教聖典史論』（1899年）や『現身仏と法身仏』（1904年）、『根本佛教』（1910年）を、村上専精が『仏教統一論』（1901～1905年）や『大乗仏説論批判』（1903年）を著している。また、大乗仏教の学僧である前田慧雲が『大乗仏教史論』（1903年）を、友松円諦が『阿含経』（1921年）を、赤沼智善が『阿含の仏教』（1921年）や『根本仏教の精神』（1923年）を著している。
結果、学界では大乗仏教が前1世紀以降から作成されたものであるとの結論から、大乗非仏説は近代的学問から裏付けられているとされるに至った。文献学研究の結果では、時代区分として、初期仏教（原始仏教）の中の仏典『阿含経典』、特に相応部（サンユッタ・ニカーヤ）などに最初期の釈迦直説の教えが含まれていることがほぼ定説になっており、少なくとも「大乗仏典を、歴史上の釈尊が説法した」という文献学者はいない。明治30年代に入ると、初期仏教の研究がさらにすすみ、原始仏典・大乗仏典の双方が釈尊の没後に編纂されたことが明らかになった。いずれの立場に立つにせよ、大乗仏典に依っていた日本の各宗派・仏教学界は大乗仏典の意義について見直しを迫られることとなった。1980年には、増谷文雄は、こうした学問的な成果をもって「第2回の仏教の伝来」とした上で「阿含経典こそが根本聖典」と述べている。1994年には、スリランカの僧アルボムッレ・スマナサーラが日本テーラワーダ仏教協会を設立している。

## 大乗論師の見解
中観派の開祖とされるナーガールジュナ (龍樹)(150–250年頃)は、その著書において、たびたび「大乗は仏教にあらず」という主張に対する反論を行なっている。「宝行王正論」においては、「大乗は徳の器であり、己の利を顧みず、衆生をわが身のように利する」として大乗の思想を称賛し、釈迦の根本教説を「自利・利他・解脱」とし、六波羅蜜は「利他・自利・解脱」を達成するものであるから仏説であると主張している。また同書において、大乗を誹謗する者に対しては、忠告を行なっている。
瑜伽行唯識学派のヴァスバンドゥ (世親)(300-400年頃）も『釈軌論』(チベット大蔵経)で大乗非仏説に反論した。
さらに瑜伽行唯識学派のスティラマティ(安慧)(470‐550年頃または 510‐570年頃）は『大乗荘厳経論注釈』(チベット大蔵経)で、中観派バーヴィヴェーカ (清弁)は『中観心論』で大乗非仏説に反論した。
大乗仏典は、禅定の際に法身仏・報身仏から啓示を受けた内容を仏典にまとめたもの、という主張もなされている。

### 真理ならば仏説であるとする立場
日本人で初めてチベットに到達した河口慧海は、釈興然から旅費学費を出すのでチベットではなく（上座部仏教が栄えた）セイロンに行って真実の仏教を学ぶことを勧められたが、大乗が「日本国家に必要なりと信ずる」としてチベットに向かった。
井上円了は大乗仏教は釈迦が説いたのではなくとも哲学的に優れているとして大乗仏教を擁護した。
1930年、『大正新脩大蔵経』に関わった高楠順次郎は、「初めには文字がない時が四百年間もあった。どうせ説かれた通りであろう筈がない。それに偽作もあってこそ本当の思想も分りまた各時代の思想を見ることが出来る、偽作と偽作でないのとを比較区別するということが研究なので、本当の物だけであると研究も何も要らない。それでありますから一切経はまあたくさんあるだけよい、遅い物も早い物も一緒にあるのがよい」と語っている。

## 近現代の研究者による見解

### 考古学的知見から

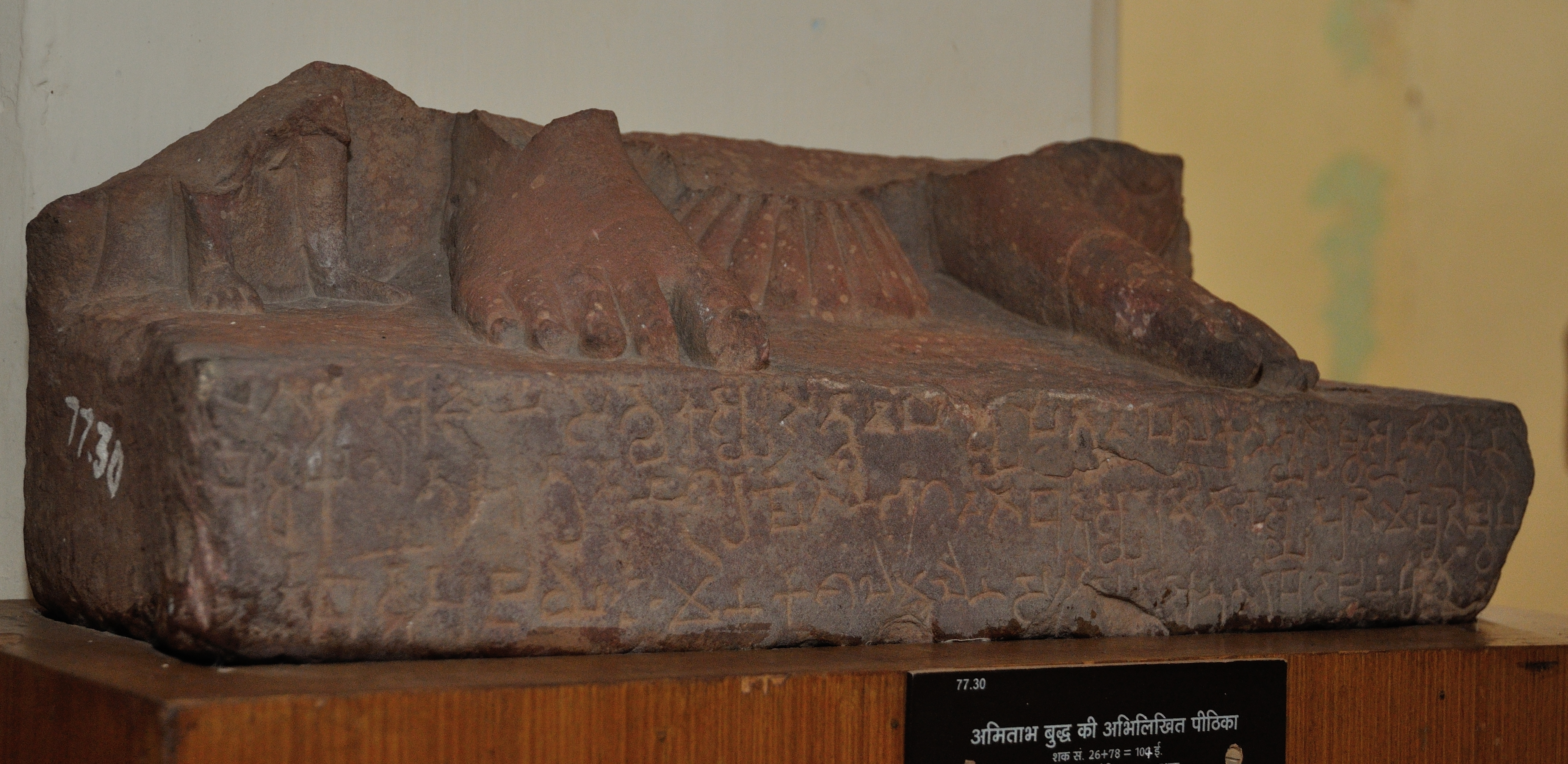
クシャーナ朝のフヴィシカ王28年（西暦2世紀後半）の銘文のある阿弥陀如来の台座（マトゥラー博物館所蔵）

紀元前後以降に最盛期を迎えたガンダーラ仏やマトゥラー仏、キジル石窟で、大乗仏教の浄土教信仰の中心をなす阿弥陀如来の造像・描写は極めて少ない。マトゥラー博物館所蔵の北インドのマトゥラー近郊出土の足だけを残す阿弥陀如来の台座が遡ることのできる最古の造像例と見られ、記銘によると、クシャーナ朝のフヴィシカ王28年（西暦2世紀後半）に、隊商により奉献された阿弥陀如来像であるとする。
今のところ、インドでは古代に造像された阿弥陀如来像は上記のマトゥラー博物館所蔵のもの以外は一切発見されていない。

### 宗教学的観点から

#### 大乗仏説論の類型
仏典翻訳家大竹晋は自著『大乗非仏説をこえて 大乗仏教は何のためにあるのか』
で、大乗非仏説への反論を次のように分類している。大竹はそれらはいずれも大乗非仏説への反論に成功していないと評している。
- 「直接的大乗仏説論」(大乗仏典は歴史的に実在した釈迦の直説である)
- 「間接的大乗仏説論」(大乗仏典は歴史的に実在した釈迦の準直説である)
- 「変則的大乗仏説論」(大乗仏典は釈迦以外のブッダの直説である)
- 「超越的大乗仏説論」(大乗仏典は歴史的に実在した釈迦の意図を汲んで著されたものである)

大竹晋は自著で、大乗諸宗派は、大乗仏教の教義は歴史的に実在した釈迦の直説ではなく「神話的な釈迦」の教説だと認めた方が良いと提言している。一部の大乗の教派では上座部仏教の教義に沿うよう改めようとする機運も見られるが、たとえ上座部仏教の方が釈迦の直説や原始仏教の教義に近いのだとしても、大乗仏教には大乗仏教の長所があるのであり、釈迦の直説を過度に尊ぶ権威主義的・原理主義的な姿勢を批判している。

#### 仏教の段階発展説

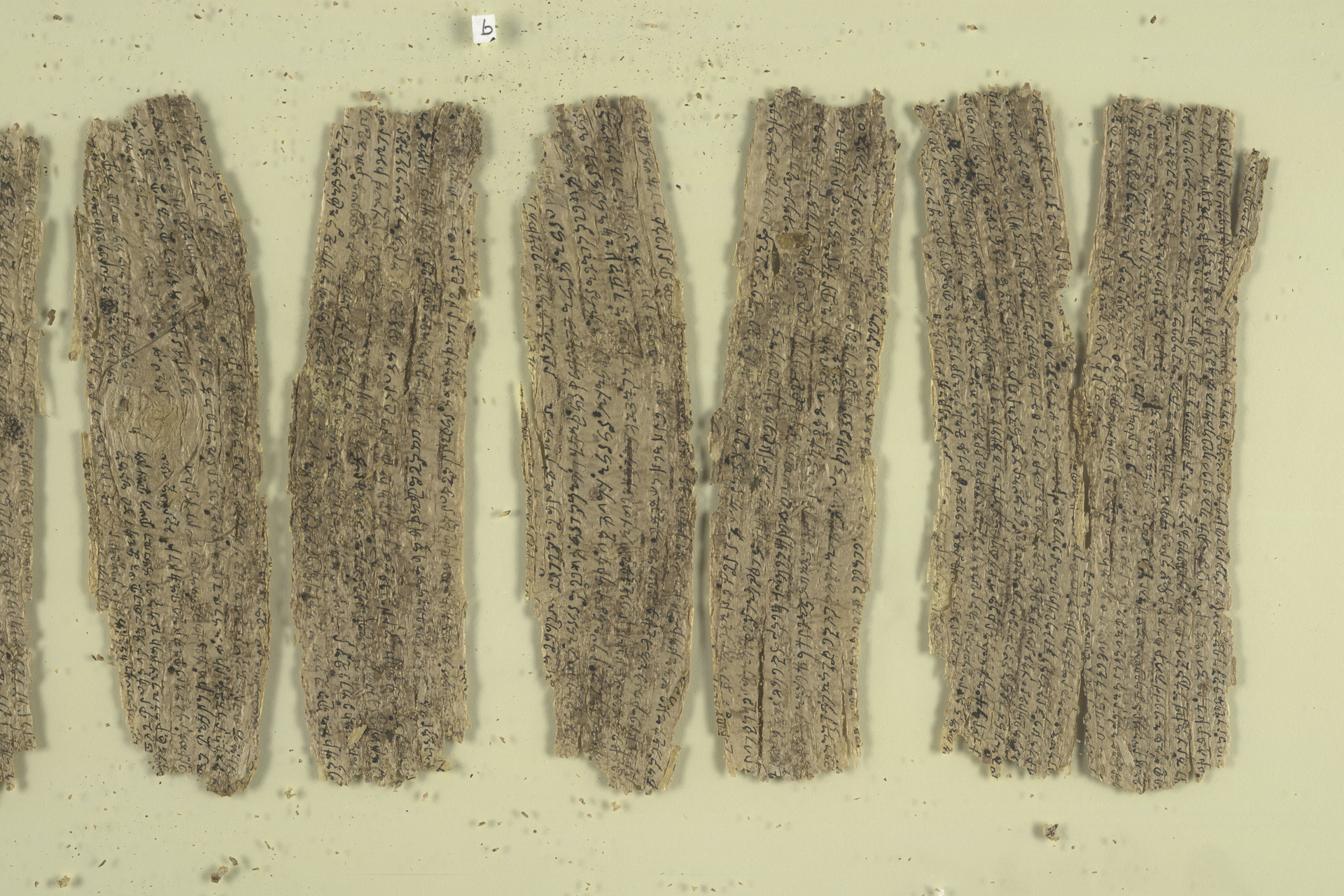
樺皮に書かれた仏教写本（ガンダーラ語仏教写本）。大英博物館所蔵

『パーリ仏典』のスッタニパータは最古層に属する仏典ということで宗教学者・文献学者・言語学者の間で見解の一致を見ているが、上座部仏教の仏典に関しても歴史に実在した釈迦の直説であると立証することは難しいとされる。大乗非仏説は近代的学術成果に裏付けられており釈迦直説からの乖離が著しいとして、少なくとも「大乗仏典の内容は歴史上の釈迦が説法した内容である」と考える文献学者はいない。
中村元は自著『ブッダのことば』で、現世の欲や執着を絶って輪廻から解脱し二度と生まれ変わることなく涅槃に至るのが至高だと説く経集スッタニパータは最古層に属する仏典であり、釈迦の直説に近い可能性があるとする見解を提示している。しかし中村はスッタニパータで四諦などの仏教の基本教義が見えないことなどを理由に、パーリ仏典の他の大部分は釈迦の死後数百年にわたり編纂されたものとしている。中村の著『ブッダ最後の旅 大パリニッバーナ経』では、釈迦はインドの伝統的な宗教観・哲学観（解脱）を前提とした人物だったとした上で、「釈迦が説いたのは、いかなる思想家・宗教家でも歩むべき真実の道である。ところが後世の経典作者は（中略）仏教という特殊な教えをつくってしまったのである」と評した。中村は三枝充悳との共著『バウッダ―仏教』（1987年）でも「現存の『阿含経』は釈尊の教えを原型どおりに記しているのでは、決してない」と述べ阿含経も後世の創作が混ざっており必ずしも釈迦の「金口直説」とは言えないと論じた。
田村芳朗は昭和44年(1969年)刊行の自著のなかで、当時の仏教研究の進歩をふまえ「原始経典が最古であり、仏説であるという自信はゆらがざるをえない。（中略）大乗仏典が非仏説なら、原始経典もまた非仏説と言わざるをえなくなったのである。おどろくべきことに、（江戸時代に大乗非仏説を主張した）富永仲基や服部天游がすでにこのことを指摘している。仲基は、阿含経の中にシャカの説に近いものを見いだしうるが、それもわずかに『数章のみ』と断じ、天遊、これをうけて『其の小乗（上座部仏教）の諸経さへ、多くは後人の手に成りて真説は甚だまれなるべし』と論じている。」(田村1969p.15)と述べた。
並川孝儀は「上座部仏教や阿含経典も含めて伝統仏教の教義の大半は「非仏説」であること、つまり歴史に実在した釈迦の死後に段階的に成立したことがわかっている。初期韻文経典を詳細に研究した並川孝儀も「四念処・四正勤・四神足・五根・五力・七覚支・八聖道という、後に三十七道品とも三十七菩提分法（bodhipakkhiyā dhammā）ともいわれる七種の修行法は、古層経典の時代になって説かれ始め、仏教が成立した当初から存在していたものではない。」（並川2023a,p.1）と論じた。
言語学的観点からは『パーリ仏典』のスッタニパータ4・5章は、古代ヴェーダ語の語形が現れることが多いことなどから前田惠學は最古層の仏典であるとする説を唱えた。この説は現在定説となっている。また現存最古の仏教写本であるガンダーラ語仏教写本からもスッタニパータの「犀角の句」が確認されている。
現代の文献史学（高等批評）の立場からは次のように仏教が発展してきたと考えられている。
釈迦（ゴータマ・シッダッタ）の死後に、
- 最古層経典：修行法はほぼ「戒」や「定」や「慧」に該当する内容で占められる。
- 古層経典：新たな修行法もみられるようになる。その代表的な修行法が七種の修行法（三十七道品）である。中でも「五根」が最も早くみられ、続いて「八正道（八聖道）」が「四諦（四聖諦）」と一体で説かれる。
- 新層経典：新たに「四念処」「四正勤」「四神足」「五力」「七覚支」という修行法が説かれる。

と段階的に発展してきたと解釈する。文献史学（高等批評）の立場からは四諦や八正道は後世に追加された教義と捉える。これらの教義の発展により、現在の上座部仏教の教義に近い原始仏教の教義が確立し、その後大乗仏教、密教の順に教義が確立・発展したと考える。

#### パーリ仏典に関する見解

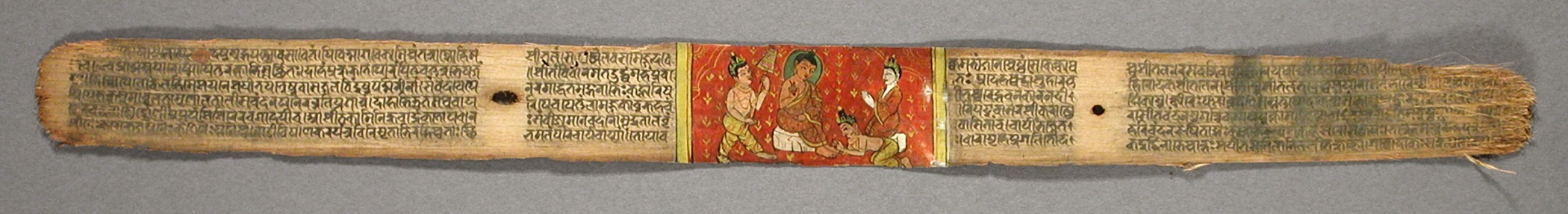
貝葉。南アジアや東南アジアは高温多湿の気候のため史料の保存が困難な地域である。

『パーリ仏典』の大乗経典に対する優位性（どちらが成立年代が先か、どちらが釈迦直説に近いか）については現在論争が続けられている。上座部の国々で普及している『パーリ仏典』は、スリランカの仏典注釈者のブッダゴーサが正典と定めた仏典から成っている。正典を定めたブッダゴーサは今後新たに別の仏典をパーリ正典に追加することを禁止した。上座部の国々ではブッダゴーサが定めた正典（『パーリ仏典』）のみを正典として用いているため、聖書やクルアーンのように（言語は異なるが）上座部各国で用いられる仏典の内容は同一のものである。
下田正弘は、従来パーリ仏典の内容はどれも大乗の漢訳仏典より古いと無条件に信じる「直線的歴史観」が優勢であったけれども、阿含経典を含むパーリ仏典の現存写本の成立は漢訳仏典よりずっと新しいこと(#パーリ仏典#写本の成立年代)、伝承の系譜が不明であるパーリ仏典の近代写本のテクストを根拠として紀元前の釈迦の説法を復元推定するのは学問的方法としておかしいと主張した。
下田正弘に師事した馬場紀寿は、著書『上座部仏教の思想形成―ブッダからブッダゴーサへ』で上座部仏教の教義の一部は釈迦の直説ではなく『パーリ仏典』の正典化に寄与したブッダゴーサの思惑によって改ざんされたものだとする説を唱えた。馬場によればブッダゴーサが非仏説であるとして大乗経典を恣意的に排除し、また採用した仏典についてもブッダゴーサが信じる教説にそぐわない箇所は改ざんが行われたという。すなわち馬場説は、現在の上座部仏教の教義はブッダゴーサの思想によって成立したものであり、釈迦の直説が改ざんされ、大乗的な要素が排されて成立したとする説である。この馬場説は大乗非仏説に対する有効な反論の根拠とされてきた。同じく上座部仏教研究者である森祖道も馬場説に賛同の意を示した。
しかし清水俊史は著書『上座部仏教における聖典論の研究』で馬場説に異を唱えた。清水説ではブッダゴーサは独自の仏教思想を打ち立てる意図はなく、仏典注釈者としての本分を務めながら正典を定めたにすぎないとし、ブッダゴーサによる独断的な改変はなかったとする。また清水説では大乗経典は後世の創作であることが明らかであるので『パーリ仏典』に採用されず排除されたとする。中村元はスッタニパータに四諦などの仏教の基本教義が見えないことを理由に、『パーリ仏典』の教義や戒律などの大部分は釈迦入滅後に段階的に成立したとする説を唱えたが、清水俊史は言語学的にスッタニパータが最古層の仏典であることは認めるが、スッタニパータのような韻文は大衆向けの通俗的なもので仏教の教義を体系的に網羅したものではなく、『パーリ仏典』に見られる教義や戒律は古くから存在するもので後年に段階的に発展したものではないとした。馬場・清水論争は、清水説が正しければ『パーリ仏典』の方が釈迦直説に近いということになり大乗非仏説に根拠を与えることになるが、清水説を封殺しようとするアカハラ・アカハラ黙殺事件も相まって世間の注目を集めた（○○○○#アカハラ疑惑）。

#### 仏教のリベラル主義解釈
リベラル思想に歴史的必然があるという主張を前提にした論である。仏教思想研究家の植木雅俊は、歴史に実在した釈迦が説いた「原始仏教」は「平等思想や人間中心主義」であったのに、釈迦の死後500年のあいだに〝小乗仏教〟に改竄されてしまったため、釈迦仏教への原点回帰を主張する人々が大乗仏典を書いた、とする。
植木雅俊は、自著のなかで、さまざまな原始仏典を引用し、自己の仏教思想研究の立場から、歴史に実在した人物としての釈迦をかなりリベラルな人物と見積もった。
植木雅俊によると、釈迦の死後、部派仏教の時代に最有力となった説一切有部の教団は権威主義化し、自分たち男性出家者の利権を守るため、原始仏典の教えを改竄して、釈迦を神格化し、仏弟子から在家と女性を排除するなどの差別を設けた（仏教における女性も参照）。そのため、本来のリベラル仏教に帰ろう、と主張する一派が大乗経典を書いたとされる。上座部仏教のほうこそ非仏説であるという見解は、山口瑞鳳「仏陀の所説とその正統--小乗非仏説論」(『成田山仏教研究所紀要 (26)』, pp.59-103, 2003年)、ひろさちや『釈迦』(春秋社、2011年)pp.381-384、ひろさちや『〈法華経〉の真実』(佼成出版社、2016年)pp.23-30、などでも紹介されている。
こうした見解に対して清水俊史は著書『ブッダという男 初期仏典を読みとく』で、万人の平等を唱えた平和主義者ブッダは、近代的価値観に基づいて原始仏典を曲解して生み出した神話に過ぎず、本来の釈迦は暴力を容認し、女性蔑視の感情を持ち、カーストや輪廻転生を肯定していたとする説を提示している。

#### ブッダ複数論
仏教本来の「仏説」観は、近現代の文献学的な「仏説」観とは全く違うものだった、という指摘もある。インド哲学者の中村元は、古代インド人の仏説観は「仏が説いたから真理であるのではなくて、真理であるから仏が説いたはずである」「著者は誰であろうとも、正しいこと、すなわち真理を語ってさえいればよいのである」というものだった、と述べている。
中村元と三枝充悳は、「仏説」の正しい語義をふまえれば、いわゆる「大乗非仏説」はそもそも成り立たない、と指摘し、以下のように述べる。
中村と三枝も、大乗経典が文献学的に見て歴史上に実在した釈迦の直説ではないことは認めており、もし歴史上に実在した釈尊を他の諸仏と区別して「釈迦仏」と呼んだうえで「大乗非釈迦仏説」と言い換えるなら万人の納得を得られるだろう、とアドバイスした。
ただし、例えば『阿弥陀経』のように仏（ブッダ）が舎利弗・目連・大迦葉・迦旃延などの高弟の前で説法をしたという舞台設定の仏典の場合、仏は必然的に釈迦（ゴータマ・シッダッタ）でありそれ以外の別人ではありえず、釈迦が説いていないのなら偽経ということになり、ブッダ複数論では上手く説明できないという欠点がある。

#### 「解脱思想」と「浄土思想」の齟齬
浄土教系の仏教では、阿弥陀如来は自らの名を称える者（「南無阿弥陀仏」と称名念仏をする者）を必ず極楽浄土に迎え入れるという誓いを立てたとし、阿弥陀如来への帰依で浄土に往生できると説く。そしてこの教義は釈迦自身によって説かれたものであるとする（『阿弥陀経』）。浄土教諸派のこの教義は、八正道などに基づく輪廻からの解脱を説く仏教の教義から著しく逸脱し、かつ矛盾しているとして、大乗仏教の諸派からも批判を受けた（日本では道元・日蓮が浄土教を批判）。文献史学（高等批評）の立場からは、原始仏教の最終目的は浄土への往生ではなく欲や執着を絶つことによる輪廻からの解脱（二度と生まれ変わらないこと）だったと考えられており、来世を期待することも絶つべき欲望の一つと捉えられていたと見られる。阿弥陀如来による来世救済の教義は後世に加上されたと考えられている。
上座部仏教では既述のように、涅槃は「灰身滅智」の状態、または肉体のない不可知的な状態と解釈するが、この世界に再び生まれ出ることがなければ苦を受けることもないと捉える。上座部では浄土という概念はなく、在家信者の善人は六道輪廻の最上位である天界に転生できるが不老不死ではなく、寿命を迎えると再び六道のいずれかに転生すると説く。

ビンギヤが尋ねた。
「私は年をとったし、力もなく、容貌も衰えています。眼もはっきりしませんし、耳もよく聞こえません。私が迷ったまま死ぬことのないようにして下さい。どうしたらこの世において生と老衰とを捨て去ることができるのですか。その理（ことわり）を説いてください。それを私は知りたいのです。」
師（釈迦）は答えた
「ビンギヤよ。物質的な形態があるが故に人々は害され、物質的な形態があるが故に人々は病などに悩まされる。ビンギヤよ。それ故に、あなたは怠ることなく、物質的形態を捨てて、再び生存状態に戻らないようにせよ。」
「四方と上と下と、これらの十方の世界において、あなたに見られず、聞かれず、考えられず、また認識できないものもありません。どうか理法を説いてください。それを私は知りたいのです。─どうしたらこの世において（輪廻転生せず）生と老いとを捨て去ることができるかを。」
師は答えた
「ビンギヤよ。人々は妄執に陥って苦悩を生じ老いに襲われているのをあなたは見ているのだから、それ故にビンギヤよ、あなたは怠ることなく励み妄執を捨てて再び迷いの生存状態に戻らないようにせよ。」
—『スッタニパータ』彼岸に至る道の章、Piṅgiyamāṇavapucchā

（釈迦の発言）
生まれによって賤しい人となるのではない。生まれによってバラモンとなるのではない。行為によって賤しい人ともなり、行為によってバラモンともなる。
チャンダーラ族の子で犬殺し（屠殺を生業とした階級）のマータンガという人は、世に知られた令名の高い人であった。マータンガはまことに得がたい最上の名誉を得た。多くの王族やバラモンたちは彼のところに来て奉仕した。彼は（死後）神々の道、塵汚れを離れた大道を登って、情欲を離れて、ブラフマー（梵天）の世界（天界）に赴いた。
ヴェーダ読誦者の家に生まれ、ヴェーダの文句に親しむバラモンたちも、しばしば悪い行為を行っているのが見られる。そうすれば現世においては非難せられ、来世においては悪いところに生まれる。—『スッタニパータ』蛇の章、Vasala Sutta（抄）

生まれ変わる者と生まれ変わらない者
ミリンダ王「死後、生まれ変わらない者はあるのですか？」
ナーガセーナ「ある人は生まれ変わりますが、ある人は生まれ変わりません。」
ミリンダ王「誰が来世に生まれ変わり、誰が生まれ変わらないのですか？」
ナーガセーナ「煩悩のある者は来世に生まれ変わりますが、煩悩のない者は生まれ変わらないのです。」
ミリンダ王「ならば尊者よ、あなたは来世に生まれ変わりますか？」
ナーガセーナ「もしも私が生に対する執着を持っているならば、来世に生まれ変わるでしょう。しかしもしも私が執着を持っていないならば、来世に生まれ変わることはないでしょう。」
—『ミリンダ王の問い』

#### 幻の仏説論
中村元は「サーリプッタに説いたブッダの教えはいったいどこにいってしまったのか」と述べ、増谷文雄も「ブッダがサーリプッタに説いた宗教的深遠な教えは、阿含部経典よりも多かったに違いない」として、"ブッダはサーリプッタに対して、深遠な思想を説いたが、その内容は阿含経典には残されていない"という趣旨の主張を行なっている。しかしながら、中村・増谷らの「阿含経典に見られない、宗教的により深遠な教え」をブッダはサーリプッタに対して説いていたはずであるという主張は文献学的に何の根拠もなく、証明不可能である。またこれらの学者は釈迦がサーリプッタに説いた教えが大乗の経典に含まれているとは主張していない。
さらに中村元は、著書の中で最初期の仏教が縁起真如を説いていたという独自の説を述べている。。上座部、説一切有部が縁起を時間的生起関係からのみ解釈したのに対して、最初期の仏教は縁起を存在論的な観点から説いていたのであり、縁起に真如を見るという思想は、一切衆生悉有仏性という大乗の教えそのものである、といった主張もなされている。

## 新宗教の見解

### 仏陀再誕を巡る論争

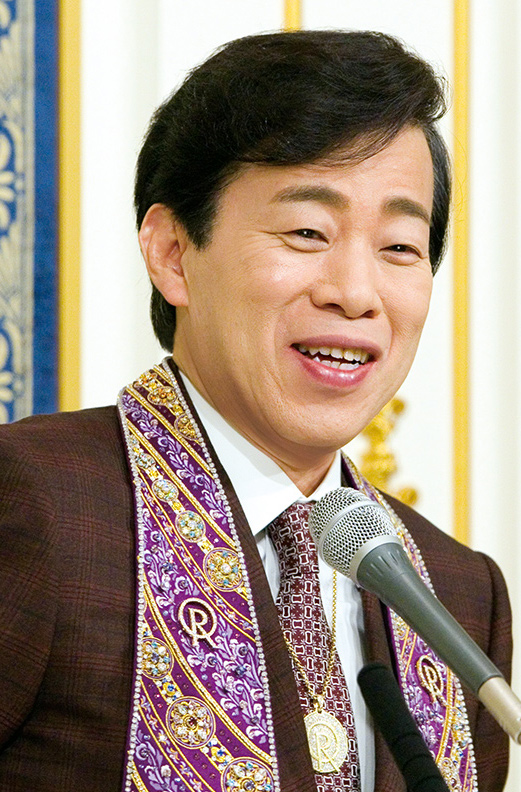
大川隆法

仏教系の新宗教において開祖が釈迦の生まれ変わりだと説かれることがあるが、仏教の教義上「釈迦の再誕はあり得るか」ということが大乗非仏説の論点と合わせて論争になることがある。
幸福の科学では仏国土ユートピアの構築を目指しエル・カンターレを本尊として信仰するが、エル・カンターレは宇宙の根本仏である毘盧遮那仏と同体であり、エル・カンターレは衆生を救うため肉体を持って（化身として）現世に現れることがあり、過去には釈迦であり、現代では大川隆法がその化身であると説く。
既述の通り上座部仏教の教義では「釈迦は輪廻からの解脱、すなわち二度と生まれ変わらないことを目指していた」と説くため、釈迦の生まれ変わりという教説は否定される。日本テーラワーダ仏教協会 編集局長の佐藤哲朗は、大乗仏教の三身説に基づけば「仏陀再誕はあり得る」という結論が導かれるかもしれないが、三身説はバラモン教（ヒンドゥー教）に影響されて後世に付け加えられた教義であり釈迦の直説ではないと論じた。佐藤は上座部の教義に基づき「世俗に未練を持つものは仏陀ではない」として新宗教の開祖が「釈迦の生まれ変わり」と称することは不適当であると主張した。また佐藤は釈迦の生誕時の言葉について「私はこの世界で最上の者である。これが最後の生まれであり、もはや二度と生まれることはない」、すなわち私は前世で功徳を累積し誰も到達したことのない悟りに最も近い者である、今世の生で悟りを得て解脱し涅槃に入ってみせるという釈迦の決意表明のうち、後半の「これが最後の生まれであり、もはや二度と生まれることはない」が省かれて「天上天下唯我独尊」として流布している日本仏教の現状も問題視している。
佐藤哲朗の見解に対して幸福の科学の機関紙『ザ・リバティ』は、以下のことを論拠として「仏陀再誕を否定する上座部仏教は仏教ではない」と反論した。
- 釈迦は六神通を使う超人的存在なのだから、「悟りを得て解脱しブッダになった者は生まれ変われなくなる」という論理はおかしい。「衆生救済のため自らの意志（神通力）で再誕することはあり得る」と考えた方が適当である。
- 「釈迦は再誕しない」という教義は、大乗仏教が勃興し始めた時代に、上座部が大乗をけん制するため生み出した教説である。
- 上座部では「解脱したのち死を迎え生まれ変わらなくなった者は涅槃と呼ばれる状態になる」と説くが、涅槃に入った人間がどうなるのかについて十分説明できていない。『パーリ仏典』には涅槃に入った釈迦が完全に消滅したとは書かれていない。
- 上座部が典拠経典とする『パーリ仏典』は部派仏教時代の仏教一派が著したもので、その教義解釈が当時通説であったとは限らない。

幸福の科学の発表によると、開祖大川隆法は上座部仏教国で「仏陀再誕を否定して得をするのは悪魔だけである」と説法をしてまわり、スリランカでは1万人ほどを改宗させることに成功したという。

## その他

### ギリシア仏教説

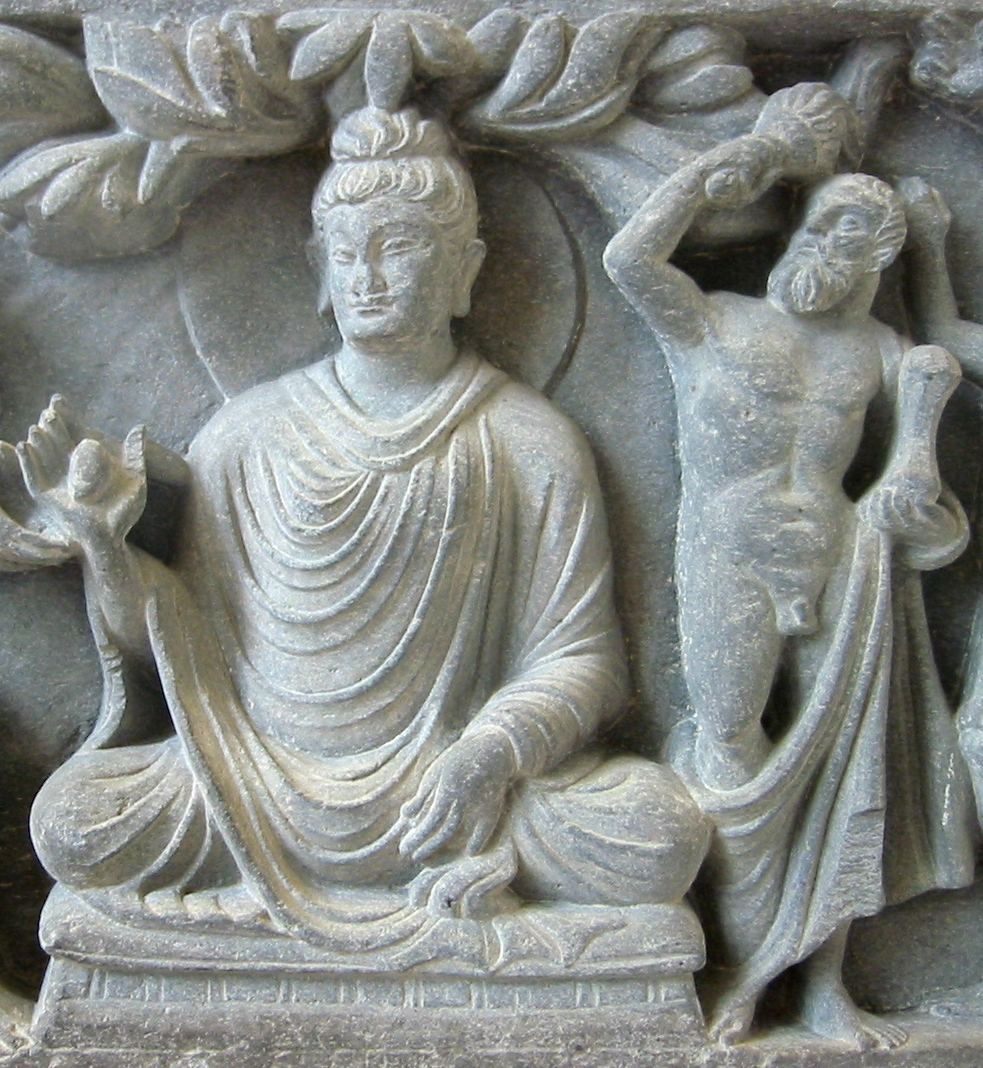
ガンダーラ仏。釈迦如来とヴァジュラパーニだが、ヴァジュラパーニはヘラクレスのような像容で描かれている。

西欧の仏教学者からは、紀元前4世紀のアレクサンドロス大王の東征によって中央アジアにギリシア文化が持ち込まれ、それが原始仏教と融合して新しい宗派が誕生したという説が提示されている（ギリシア仏教説）。
阿弥陀如来とその浄土救済信仰について、アレクサンドロス大王の東方遠征以降、ギリシア系のインド・グリーク朝やイラン系のクシャーナ朝などの支配のもと、北インドと西方世界の交流があったことを背景に、ゾロアスター教やミトラ教、あるいはキリスト教（ネストリウス派）などが成立に影響したとの説もある。タパ・シュトル寺院の記事も参照のこと。

## 大衆文化において
漫画『♀ガキとおじさん』の28話で大乗非仏説に基づいた仏教の教義が紹介された。前世がアーナンダで、輪廻から解脱するよりも輪廻転生の中にこそ得られるものがあると考える男によって仏教の教義が語られ、釈迦が目指したものについて「涅槃とは輪廻の輪を外れること、死後の転生を封じる消滅、最悪な言い方をすれば来世以降の全ての生を滅す究極の自殺」だと説明された。そして釈迦入滅後の世界において、戦争などがなくならないのは、（法身仏ではなく）釈迦は入涅槃で完全に無に帰したため、この世界に絶対者はいないからだと説明された（仏教の教義では天界の神々も衆生であり絶対神の存在も否定する為）。